# دانييل هوب
دانييل هوب (بالإنجليزية: Daniel Hope)‏ (و. 1973  م) هو عازف كمان، ومعلم موسيقى، وموزع، وممثل بريطاني، ولد في ديربان، يستخدم آلات كمان، بدأ مشواره المهني سنة 1983.

## التعليم
تعلم في مدرسة هايغيت ‏
.

## جوائز
حصل على جوائز منها:

وسام الصليب من رتبة استحقاق من جمهورية ألمانيا الاتحادية

## وصلات خارجية
- دانييل هوب على موقع IMDb (الإنجليزية)
- دانييل هوب على موقع مونزينجر (الألمانية)
- دانييل هوب على موقع ميوزك برينز (الإنجليزية)
- دانييل هوب على موقع أول ميوزيك (الإنجليزية)
- دانييل هوب على موقع ديسكوغز (الإنجليزية)
- دانييل هوب في قاعدة بيانات الأفلام على الإنترنت